# Aftoni d'Antioquia
Aftoni (en grec antic: Ἀφθόνιος, llatí: Aphthonius) fou un escriptor de l'antiga Grècia natural d'Antioquia que va viure entorn del 315, del qual es conserva una obra de retòrica, intitulada Progymnasmata. No se sap res de la seva vida.
La introducció a l'estudi de la Retòrica porta per títol προγυμνάσματα i és de gran interès perquè era un manual destinat a la instrucció dels nois, i permet conèixer els mètodes d'estudi. El llibre conté regles i exercicis. Fins aquell moment, a les escoles s'utilitzava un mètode escrit per Hermògenes que Aftoni va trobar insuficient, i sobre aquella base va escriure la seva obra, augmentant-ne el contingut. El llibre va tenir èxit i durant uns quants segles va ser l'obra utilitzada a les escoles. Durant els segles xvi i xvii, aquesta obra va ser usada per ensenyar retòrica a diferents països, especialment a Alemanya.